# 七姊妹 (香港)

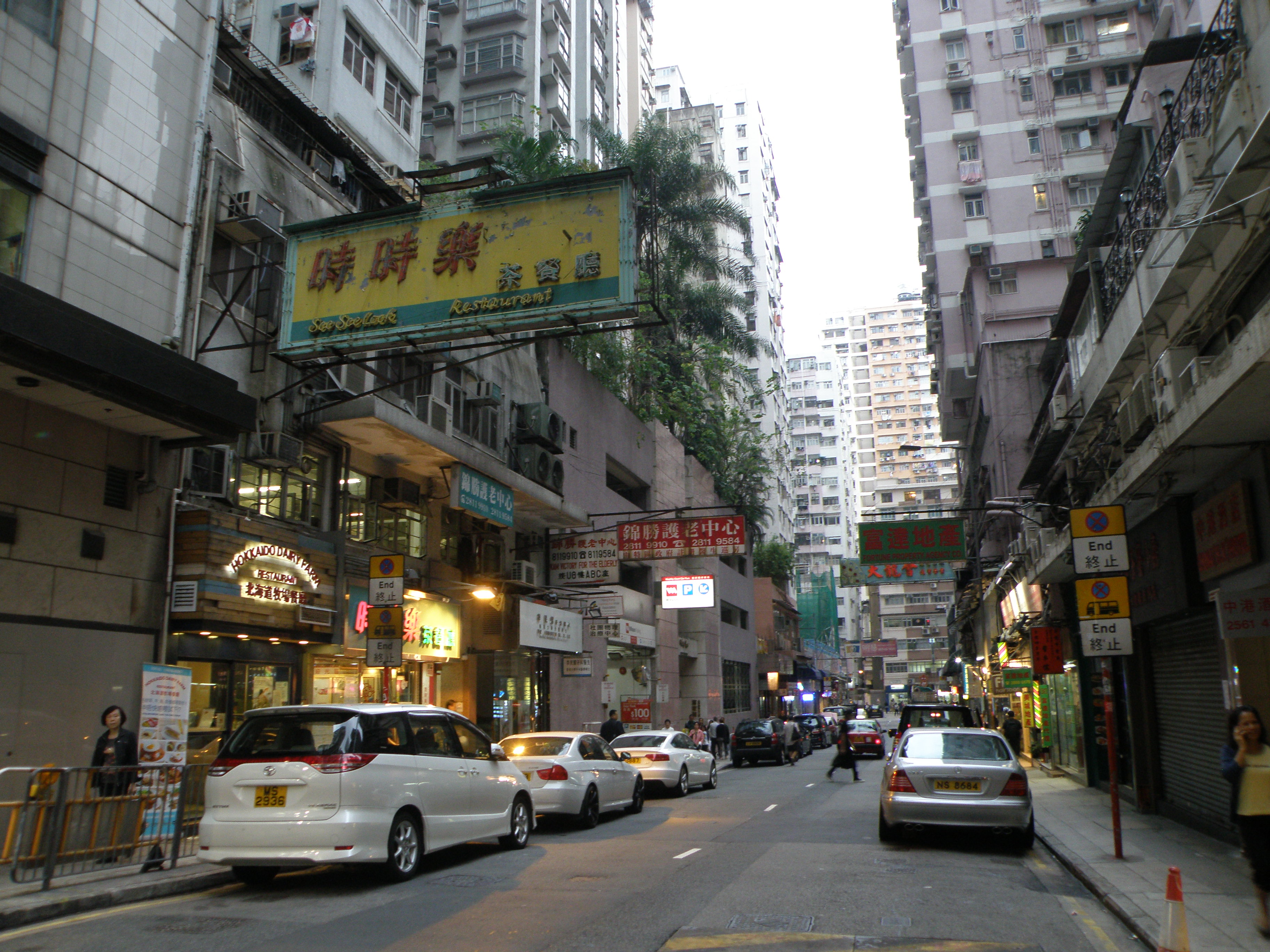
七姊妹道西段

七姊妹（英語： 或 Braemar Point）是香港東區的一處地方，位於北角東部，最初為香港島的一條古老村落。具體範圍為七姊妹道一帶，電照街以東，英皇道及渣華道交界以西之區域，現被視為北角一部分，以東就是鰂魚涌區。

## 七姊妹的故事
相傳當地一個古老村落，當中有七位少女自幼成為總角之交，情同姊妹，於是她們結義金蘭，並立下「寧死不嫁」的誓言。
後來三妹的父母決定將她許配給同鄉，她卻不敢違抗父母之命。七位姊妹在她出嫁前一晚相聚痛泣，為遵守「寧死不嫁」以及「雖不能同年同月同日生，但願袛能同年同月同日死」的結拜誓詞，她們七人一起於當地海邊投海自盡。翌日村民找不着她們的影蹤，但海灣出現了七塊礁石，形狀就如七位少女，他們認為由七姊妹所變成。這七塊礁石稱之為「七姊妹石」，而當地的村落亦改名為「七姊妹村」。1934年，香港政府於七姊妹區填海興建房屋，「七姊妹石」亦因此而長埋地底。
2001年香港無綫電視播放一套由七姊妹傳說改編而成的電視劇，該劇亦名為《七姊妹》。

## 歷史

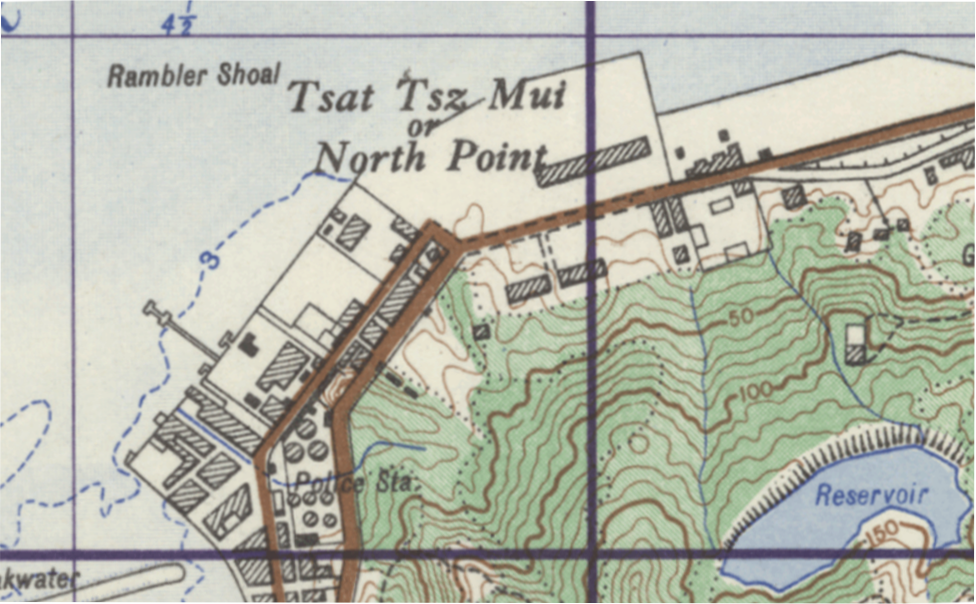
1945年的東區地圖顯示七姊妹之位置

根據1849年的人口普查資料，七姊妹村有200多人居住，房屋有超過100間。
1911年香港中華遊樂會於七姊妹區海邊設置泳棚，成為當時香港游泳勝地，每年泳者達10萬人次。1918年名園遊樂場於該區設立。
1941年的香港保衛戰中，有一路日軍曾經於七姊妹區海邊搶灘登陸成功。
1948年起，七姊妹區開始大規模發展公共房屋，然而該區逐步與北角西面融合，「七姊妹區」這名稱亦逐漸被人遺忘，現時只剩下七姊妹道及七姊妹郵政局以「七姊妹」命名。
1980年代，港鐵將鰂魚涌站通車，車站設於鰂魚涌西面，鄰近七姊妹地區，令不少香港人把七姊妹誤當成鰂魚涌。

## 私人屋苑
- 健威花園
- 富雅花園
- 慧雲峰

## 公共屋邨
- 健康村
- 模範邨

## 社區設施

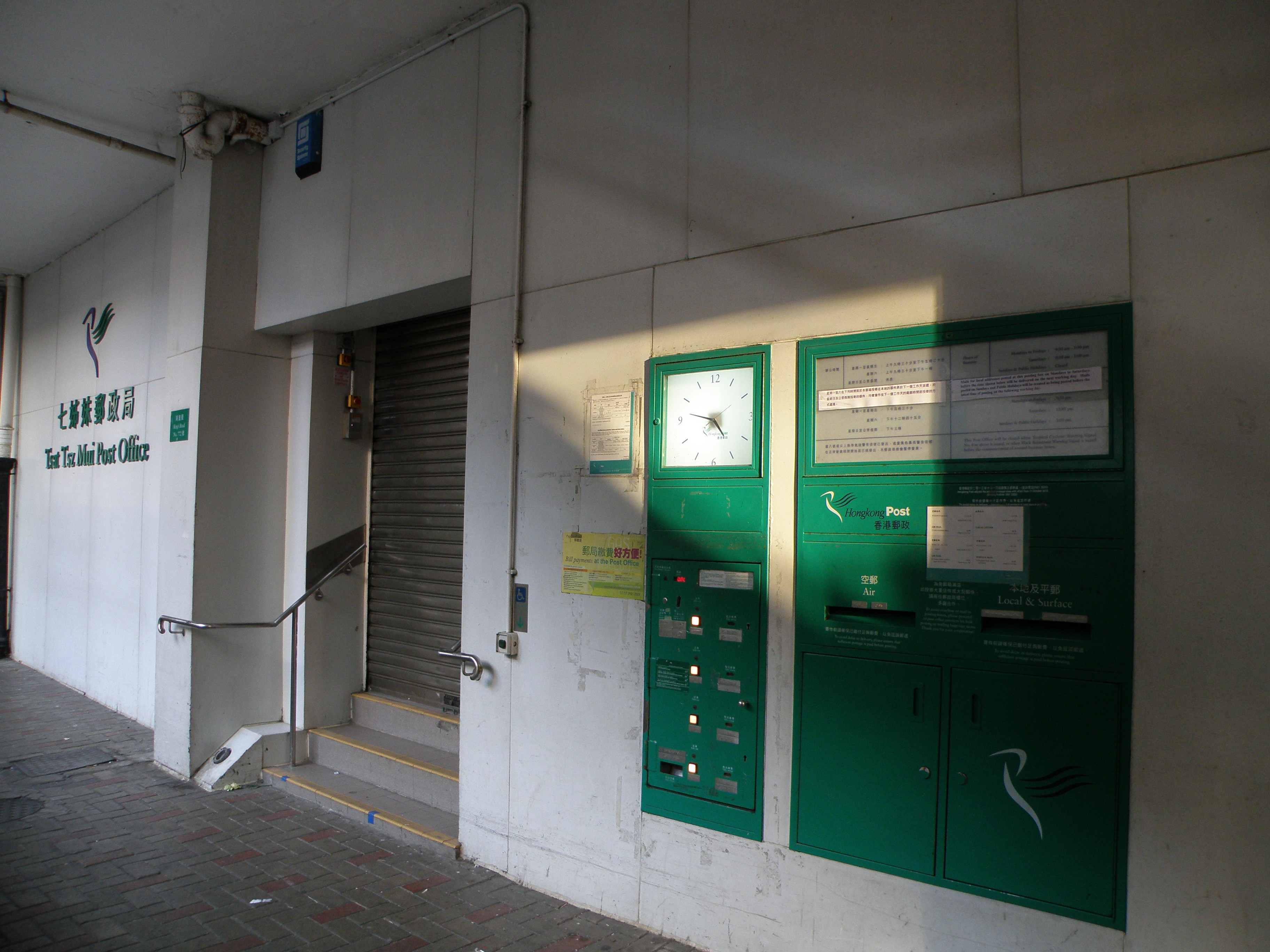
模範邨內的七姊妹郵政局

- 七姊妹郵政局
- 柏立基夫人健康院
- 北角街市
- 健康村遊樂場
- 香港青年協會大厦
- 香港殯儀館

## 酒店
- 北角海逸酒店

## 交通

### 區內道路
- 七姊妹道
- 百福道
- 模範里

## 教育
- 丹拿山循道學校
- 北角循道學校